# Estola nebulosa
Estola nebulosa là một loài bọ cánh cứng trong họ Cerambycidae.